# Catedral da Bênção
A Igreja Evangélica Casa da Benção (ICB), também chamada pelo seu antigo nome Igreja Tabernáculo Evangélico de Jesus, é uma denominação evangélica pentecostal brasileira, com sede em Taguatinga, no Distrito Federal, que segundo dados do Censo IBGE 2010, contava com 125.550 membros sendo a 20° maior denominação evangélica brasileira.

## Teses a respeito
- [ligação inativa]A Casa da Bênção de Deus: Experiência social e prática religiosa em Brasília de Neuza Caminha C. Rodrigues, UnB
- Ethos Pentecostal e Mundo do Trabalho: Uma Análise do Pentecostalismo da Casa da Bênção, de Rogério Ferreira do Nascimento, UFJF